# Charles Turpin
Charles Turpin est un homme politique français né le 8 mars 1747 à Maves (Loir-et-Cher) et décédé le 29 août 1817 à Blois (Loir-et-Cher).
Lieutenant criminel du bailliage de Blois, il est député du tiers état aux États généraux de 1789, siégeant dans la majorité. Il est président du tribunal criminel de Loir-et-Cher en l'an IV, puis devient président du tribunal de première instance en 1816.

## Sources
- « Charles Turpin », dans Adolphe Robert et Gaston Cougny, Dictionnaire des parlementaires français, Edgar Bourloton, 1889-1891 [détail de l’édition]